# Massenya

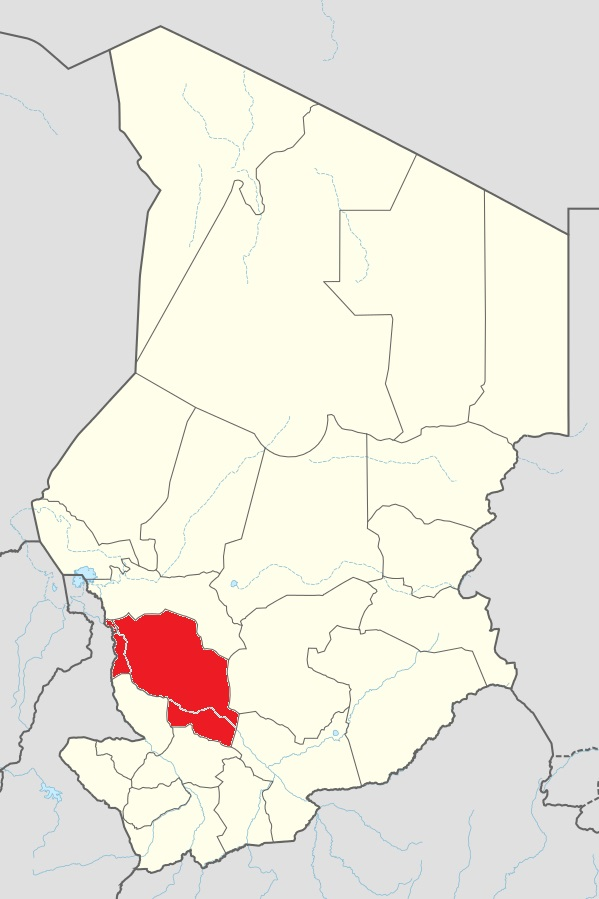
Localització de la regió Chari-Bagumi

Massenya (en àrab ماسينيا, Māsīnyā) és un petit poble del Txad. És la capital de la regió de Chari-Baguirmi i del departament de Baguirmi.

## Història
Massenya va ser fundada en 1512 amb el nom de Boum Massémia; va ser la capital històrica del Sultanat de Baguirmi, que va existir a Àfrica central de 1480 a 1897. En la dècada de 1850, la ciutat tenia uns 25.000 habitants. Ja en el segle xvii, el comerç va florir a la ciutat, principalment a causa de l'emergent comerç d'esclaus. En temps passats, el palau del sultà i una cort es trobaven aquí. La ciutat estava protegida per una muralla ovalada amb un eix longitudinal de 2300 m i un eix transversal de 1570 m. Amb l'excepció dels edificis governamentals i la mesquita, que es van construir amb pedra, segons la Primera Enciclopèdia de l'Islam (1913-1936) la ciutat consistia exclusivament en simples barraques de fang. Després que la ciutat fos parcialment destruïda pel Sultanat d'Ouaddaï durant un setge en 1870, quan Rabih az-Zubayr va conquistar el Sultanat en 1893, el lloc va ser incendiat pel governant local Mbang Gaourang. No va poder resistir el setge de Rabih, però no va voler que el lloc caigués a les seves mans intacte.

## Transport
L'aeroport de Massenya serveix a tota la regió de Chari-Baguirmi. Hi ha una pista sense pavimentar de gairebé 1 km de llarg. 70 quilòmetres al sud de la ciutat flueix el riu Chari, al qual es pot arribar per un camí no asfaltat. Altres carreteres connecten amb Ndjamena i amb el sud-est del país.